# Nivel mesoscópico
En física y química, la escala mesoscópica se refiere a la escala de longitud en la que se puede discutir razonablemente las propiedades de un material o fenómeno, sin tener que discutir el comportamiento de los átomos individuales. Etimológicamente del griego μέσος "en el medio, mitad" y del griego σκοπέω "investigar, observar", es aquella que se encuentra entre la escala macroscópica, del mundo que nos rodea y la escala atómica. Para sólidos y líquidos esto es típicamente unos diez nanómetros, e implica un promedio de un par de miles de átomos o moléculas. Por lo tanto, la escala mesoscópica es más o menos idéntica a la escala nanoscópica para la mayoría de los sólidos.
El meso prefijo proviene del vocablo griego mesos, que significa medio. La escala mesoscópica se encuentra entre la escala macroscópica del mundo en que vivimos, y la escala microscópica en la que cada átomo se considera por separado resuelto. Así, la mesoescala llena el terreno intermedio entre elementos discretos únicos y grandes colecciones estadísticas. Como analogía, los psicólogos se centran principalmente en el comportamiento y los procesos mentales del individuo, mientras que los sociólogos estudian el comportamiento de los grandes grupos de la sociedad, pero una situación en la que solo 3 personas interactúan puede considerarse una mesoescala.
Por efectos prácticos, la escala mesoscópica es el tamaño en el que resulta razonable hablar de la densidad media, la carga eléctrica u otras características de un material y, cuando propiedades estadísticas como la temperatura y la entropía tienen sentido. Debido a que ocuparse de átomos individuales puede convertirse fácilmente en una tarea matemática difícil de manejar, los científicos suelen realizar cálculos promedio de más de una estructura "a escala mesoscópica", es decir, que sustituyen a la estructura discreta de átomos con una distribución continua de masa, carga, etc, cuyos valores se toman como igual a la de un promedio de varios miles de átomos en las cercanías. Para muchos problemas, tales promedios mesoscópicos permiten predecir con gran precisión el comportamiento macroscópico y sus propiedades.
Con fines técnicos, la escala mesoscópica es el tamaño en la que las fluctuaciones esperadas de las propiedades promediadas debido al movimiento y el comportamiento de las partículas individuales se pueden reducir por debajo de cierto umbral conveniente (a menudo un pequeño porcentaje), y debe estar rigurosamente establecido dentro del contexto de cualquier problema en particular.
La física mesoscópica trata de los problemas físicos que ocurren al miniaturizar objetos macroscópicos.